# Agrilus nitidus
Agrilus nitidus é uma espécie de inseto coleóptero polífago pertencente à família dos buprestídeos. É um dos representantes do gênero Agrilus.
Foi descrita formalmente pela primeira vez em meados de 1898, pelo entomólogo especialista em buprestídeos Charles Kerremans. Em um estudo filogenético molecular de revisão do grupo de espécies Agrilus occipitalis, realizado pelo entomólogo Eduard Jendek em 2013, a espécie seria ressucitada, não sendo, atualmente, considerada um sinônimo.